# Timorgerygone
Die Timorgerygone (Gerygone inornata) ist ein südostasiatischer Singvogel aus der Gattung Gerygone innerhalb der Familie der Südseegrasmücken (Acanthizidae).

## Merkmale
Kopf und Rücken des kleinen Vogels sind grau, Schnabel und Spitzen der Schwingen schwarz, Bauch und Brust sind weiß.

## Vorkommen
Die Timorgerygone kommt auf den Inseln Timor, Wetar, Atauro, Sawu, Roti und Semau vor. Damit fehlt sie in der Timor and Wetar Endemic Bird Area nur auf kleineren Inseln wie Liran und Jaco. Trotz ihrer begrenzten Verbreitung gilt die Timor-Gerygone nicht als gefährdet. Die Größe des Gesamtbestands ist nicht bekannt, geht aber womöglich aufgrund des schrumpfenden Lebensraums zurück.
Auf Atauro kommt sie in allen Lebensräumen der Insel vor, sowohl in den Bergwäldern, die dort bis knapp 1000 m gehen, als auch im Grasland, während man sie auf Timor im Flachland, tropischen Trockenwäldern und Buschland findet.